# Franz Rosenstingl
Franz Sebastian Rosenstingl (* 1702 in Wien; † 8. Juni 1785) war ein Wiener Architekt und Maler.

## Leben
Rosenstingl studierte in Wien. Ab 1728 war er für das Stift Melk tätig, wo er anfänglich die Gartenanlagen entwarf. Für das Stift schuf er Seitenaltarbilder, vier Draufsichten sowie die Fresken. 1756 fertigte er einen Entwurf für die Turmhauben der Servitenkirche in Wien, 1765–1770 errichtete er den Neubau der Gumpendorfer Pfarrkirche.
Rosenstingl war Professor der Civil-Architectur. Im Jahr 1733 erhielt er den ersten Preis der k.u.k. Technische Militärakademie für den Entwurf einer Triumphpforte.